# Kinabalustruikzanger
De kinabalustruikzanger (Locustella accentor, synoniem: Bradypterus accentor) is een zangvogel uit de familie Locustellidae.

## Herkenning
De vogel is 15 cm lang. De vogel heet in het Engels Friendly warbler omdat deze struikzanger zeer tam is en zich weinig aantrekt van mensen als hij rondhipt in de ondergroei. Verder is het een onopvallende, bruine vogel met een lichte keel waarin weer kleine donkere stippels te zien zijn. Deze vogel heeft een vage donkere oogstreep, daarboven een vuilwitte wenkbrauwstreep, maar is verder bruin op de kruin, rug en flanken. Van onder is de vogel licht grijsbruin.

## Verspreiding en leefgebied
Deze soort is endemisch op het eiland Borneo. De vogel komt op slechts een paar plaatsen voor in Sabah (Oost-Maleisië) op de Gunung Kinabalu en omliggende bergtoppen in montaan regenwoud boven de 1800 m boven zeeniveau.

## Status
De grootte van de wereldpopulatie is niet gekwantificeerd, maar de kinabalustruikzanger gaat in aantal achteruit. Het leefgebied krimpt in door ontbossing. Echter, het tempo van achteruitgang ligt onder de 30% in tien jaar (minder dan 3,5% per jaar). Om deze redenen staat deze struikzanger als niet bedreigd op de Rode Lijst van de IUCN.